# Брук Тейлър
 Брук Тейлър е английски математик и философ[източник? (Поискан преди 3 дни)], известен с трудовете си в областта на математическия анализ.

## Биография
Както много учени по онова време, Тейлър е роден в благородническо семейство. През 1701 г. записва право в Кеймбридж и изкарва докторат през 1714. Междувременно се занимава със математика. Още през 1708 успява да реши задачата за „центъра на осцилация“ (постижение грешно приписвано на Йохан Бернули). През 1712 става член на кралското научно дружество.
През 1715 интересите му се насочват към главно философията и теологията. Той се жени през 1721, но съпругата му умира през 1723 при раждане, заедно с новороденото му дете. През 1725 Тейлър сключва повторен брак. Новата му съпруга също умира при раждане, но детето от този брак – дъщеря – оживява.
През 1729, след смъртта на баща му, Тейлър наследява семейното имение, но крехкото му вече здраве не му дава дълъг живот. Той умира през 1731 и е погребан в Сохо.

## Трудове и значимост
През 1715 г. е публикуван неговият труд Methodus Incrementorum Directa et Inversa, който добавя нов клон в анализа, днес известен като „анализ на крайните разлики“.
Сред редицата му приложения е изчисляването на вибрираща струна. Този труд съдържа известната теорема на Тейлър. Нейната важност не е оценена до 1772 г., когато Лагранж разбира нейната сила и я окачествява като „фундаментален принцип в диференциалното смятане“.
Отново през 1715 г. е публикувано неговото „Есе за линейната перспектива“. В него обобщава принципи за живописта и изкуството, които никога не са били обобщавани от толкова високо ниво. Този негов труд не е добре описан и е засенчен от подобни от други автори през втората половина на 18 век.
Тейлър издава и няколко философски книги и есета. Известна е също така обширната му кореспонденция с граф Монмор по подобни въпроси.